# Иосиф II (епископ Коломенский)
Епископ Иосиф II (ум. ок. 1570) — епископ Русской православной церкви, епископ Коломенский и Каширский.
С 1564 года — архимандрит Ярославского Спасского монастыря.
18 марта 1565 года хиротонисан во епископа Коломенского и Каширского.
Никаких сведений о его деятельности не сохранилось. В последний раз упоминается 22 ноября 1569 года. 
Епископ Иосиф II скончался около 1570 года.